# Hypodoxa ruptilinea
Hypodoxa ruptilinea là một loài bướm đêm trong họ Geometridae.